# 北條綱成
北條綱成（1515年—1587年6月11日）是日本戰國時代至安土桃山時代的武將。後北條氏家臣。父親是今川氏家臣福島正成（一說是伊勢九郎）。通稱孫九郎、地黄八幡。

## 生平

### 早年
在永正12年（1515年）出生。幼名是勝千代。大永元年（1521年），在飯田河原之戰中，父親正成等一族多數人被武田方的原虎胤殺死，於是在家臣陪同下，前往小田原城接受北條氏綱保護並擔任近習。另有說法指在天文5年（1536年），正成在今川家的内紛花倉之亂中，因為支持今川義元的異母兄玄廣惠探而被討伐，因此前去投靠氏綱。
受氏綱喜愛，迎娶氏綱的女兒為妻，於是進入成為北條家一門，並受賜北條姓、以及氏綱的偏諱（「綱」字），加上父親正成的偏諱（「成」字），改名為綱成。此後，擔任氏綱之子為昌的後見人。

### 關東轉戰
天文6年（1537年），與上杉家戰鬥，在各地轉戰。在北條氏的北條五色備中，負責率領「黃備」。天文10年（1541年），在氏綱死後，氏綱的兒子氏康繼任家督。天文11年（1542年），在為昌死後，在形式上成為為昌的養子，成為第3代玉繩城城主。
天文15年（1546年），在河越夜戰中，指揮長達半年多的籠城戰後，與北條本軍呼應，向敵陣突撃等，為北條軍逆轉形勢而立下大功。因為這次功績，兼任河越城城主。後來以北條家中首屈一指的猛將而活躍著。弘治3年（1557年），在第三次川中島之戰（上野原之戰）中，擔任武田方的援軍，並率軍進入上田，迫使上杉謙信軍隊撤退。永祿6年（1563年），在國府台合戰中，率領奇襲部隊擊破里見義弘、太田資正的里見軍。
永祿12年（1569年）10月6日，在三增峠之戰中，指揮的鐵砲隊殺死武田軍左翼大將淺利信種（『甲陽軍鑑』）。元龜2年（1571年），在深澤城之戰中，與武田軍對抗。同年（1571年）10月，在氏康死後，把家督讓予兒子氏繁並隱居，剃髪而改名為上總入道道感。在天正15年（1587年）5月6日病死，享年73歲。

## 逸話
- 在年輕時期已經武勇優秀，在毎月的15日，一定會清洗身體並向八幡大菩薩祈求戰鬥勝利（『關八州古戰錄』）。經常擔任北條軍的先鋒，顯示出無比的強勁，附近的國人都被這個常勝軍團之名所震懾。

- 在合戰中，使用染上枯葉色、6尺9寸絹織物的旗幟為指物（日语：指物），上面寫下「八幡」，因此被稱為「地黄八幡」。一說指這是以「直八幡」來宣示「我是八幡的直流」的意思（『武者物語』上卷）。

- 「地黃八幡」旗指物現今收藏在長野縣長野市松代町的真田寶物館（日语：真田宝物館）。元龜2年（1571年），綱成把守備的駿河國深澤城（日语：深沢城）讓予武田信玄並前往小田原之際，被放置在城內。信玄把此旗賜予家臣真田幸隆的兒子源次郎（真田信尹）時，對源次郎說「希望能變得像左衛門大夫（綱成）一樣武勇」（左衛門大夫の武勇にあやかるように）（『寬政譜』）。

- 在少年時期，有著會取代風評不佳的氏康，成為北條家當主的說法。

- 與氏康同年，更因為份屬義弟，受到非常深厚的信任。曾以氏康的名代身份，全權負責外交和軍事。

- 在戰場上很勇敢，特別在野戰中，即使擔任軍中大將，亦經常站在最前線，並大叫「勝了」（勝った），向敵陣突撃。如此的武勇，連武田軍和上杉軍亦相當恐懼。在深澤城之戰中，武田軍擁有壓倒性的兵力優勢，但是面對著綱成仍然陷入苦戰。

- 不只是武勇，與白河晴綱、長尾當長、蘆名盛氏等人進行外交交渉等，有作為外交使者活動的記錄。（『白河古文書』等）

## 關於實父的異說
在黑田基樹的著作中，沒有把上總介正成列為實在人物。在小和田哲男的中，亦提出於古記錄或古文書中，並無福島上總介正成的記載。黑田基樹在同書中推測，綱成的實父是在大永5年（1525年）的武藏白子濱合戰中戰死、名叫伊勢九郎（別名櫛間九郎）的人物。下山治久亦在中提出，櫛間九郎可能是綱成的父親。另一方面，高澤等經考察後，認為綱成是武藏國榛澤郡的武藏七黨豬俁黨野部（野邊）氏的後裔。

## 登場作品
小說
- 北條龍虎傳（新潮社、海道龍一朗（日语：海道龍一朗）著）
- 北條綱成（PHP研究所，江宮隆之（日语：江宮隆之）著）
- 北條綱成（学陽書房、三宅孝太郎（日语：三宅孝太郎）著）

影視劇
- 風林火山（2007年、NHK大河劇、演：石橋保）